# Ибрагимов, Айсар
Айсар Ибрагимов (узб. Aysar Ibrohimov; 5 мая 1910, кишлак Асака, Ферганская область (Российская империя) — 29 июня 1989, Андижан) — узбекский и советский театральный актёр. Народный артист Узбекской ССР (1970).

## Биография
Дебютировал на сцене Асакинского любительского театра в 1929 году. В 1931—1933 годах — актёр Молодежного передвижного театра им. Хамзы, Ферганского театра, Чустского колхозно-совхозного театра.
С 1933 года выступал в Андижанском театре.
Для творчества А. Ибрагимов характерно умелое использование средств выражения (голос, мимика, пластика), стремление раскрыть внутренний мир героев при создании образа.

## Избранные роли
- Миллер («Коварство и любовь» Фридриха Шиллера),
- Меджнун («Лейли и Маджнун» Низами Гянджеви),
- Лорд-мэр («Ричард III» Шекспира).